# 黄梓良
黄梓良（英語：Wong Zi Liang, Derek，1989年1月13日—），過去曾被訛譯為萬梓良，新加坡男子羽毛球運動員。2016年奥运会后决定退役。

## 簡歷
黄梓良的父亲黄循杰是新加坡羽坛名宿，他曾在1983年東南亞運動會羽球比賽为东道主新加坡夺得歷来首枚男单金牌。黄梓良在5岁起接触羽球，7岁正式投入训练，16岁入选国家队成为职业球员。
2011年，黄梓良參加世界羽毛球錦標賽男子單打比賽，先後擊敗名將波蘭的普热梅斯瓦夫·瓦查和印尼的陶菲克，躋身16強；最終負於丹麥的汉斯-克里斯蒂安·维汀哈斯出局。
2012年，黄梓良代表新加坡出戰倫敦舉行的奥林匹克运动会羽毛球比賽男子單打項目，在小組賽階段先以2比0戰勝以色列的米沙·西尔伯曼，後以0比2負於丹麥的简·奥·约根森，最終以一勝一負的小組次名成績出局。
2013年8月，黄梓良參加中國廣州舉行的世界羽毛球錦標賽，出戰男子單打項目，首圈以2比0（24-22、21-16）力克10號種子、印尼選手索尼·昆科罗晉級，但在第二圈就以0比2（13-21、13-21）不敵馬來西亞的刘国伦出局。
2014年8月，黄梓良參加丹麥哥本哈根舉行的世界羽毛球錦標賽，出戰男子單打項目，首圈就以0比2（12-21、14-21）負於5號種子、印尼的汤米·苏吉亚托出局。
2015年8月，黄梓良參加印尼雅加達舉行的世界羽毛球錦標賽，出戰男子單打項目。他在首圈因對手受傷退賽而晉級，但在第二圈就以0比2（12-21、14-21）不敵泰國的达农沙·森颂汶素出局。
2016年9月，黄梓良在结束个人第二届奥运会后决定掛拍退役，结束20年羽球职业生涯。他透過新加坡羽球总会的文告中说：「我打球已有20年，感觉现在是时候让贤，给年轻一代有机会接班，带领新加坡羽球再攀高峰。」他表示自己已在一家公司找到工作，希望能体验工作生活；但不会完全不再接触羽球，會繼續开班授课指导羽球爱好者。

## 主要比賽成績
只列出曾進入準決賽的國際賽事成績：
| 年份   | 賽事                     | 公開賽級別 | 項目     | 拍檔   | 成績   |
| ------ | ------------------------ | ---------- | -------- | ------ | ------ |
| 2009年 | 新加坡羽毛球國際系列賽   | 國際系列賽 | 男子單打 | －     | 準決賽 |
| 2010年 | 羅馬尼亞羽毛球國際賽     | 國際系列賽 | 男子單打 | －     | 準決賽 |
| 2010年 | 波蘭羽毛球國際賽         | 國際挑戰賽 | 男子雙打 | 陈勇肇 | 準決賽 |
| 2010年 | 美國羽毛球黃金大獎賽     | 黃金大獎賽 | 男子單打 | －     | 準決賽 |
| 2011年 | 伊朗羽毛球國際挑戰賽     | 國際挑戰賽 | 男子單打 | －     | 亞軍   |
| 2011年 | 俄羅斯羽毛球大獎賽       | 大獎賽     | 男子單打 | －     | 準決賽 |
| 2011年 | 白夜羽毛球賽             | 國際挑戰賽 | 男子單打 | －     | 亞軍   |
| 2012年 | 越南羽毛球國際挑戰賽     | 國際挑戰賽 | 男子單打 | －     | 冠軍   |
| 2012年 | 韓國羽毛球黃金大獎賽     | 黃金大獎賽 | 男子單打 | －     | 準決賽 |
| 2013年 | 新加坡羽毛球國際系列賽   | 國際系列賽 | 男子單打 | －     | 冠軍   |
| 2013年 | 馬來西亞羽毛球國際挑戰賽 | 國際挑戰賽 | 男子單打 | －     | 準決賽 |
| 2014年 | 英聯邦運動會羽毛球比賽   | 其他       | 混合團體 | －     | 銅牌   |
| 2014年 | 英聯邦運動會羽毛球比賽   | 其他       | 男子單打 | －     | 銀牌   |
| 2015年 | 東南亞運動會羽毛球比賽   | 其他       | 男子團體 | －     | 銅牌   |
| 2015年 | 巴林羽毛球國際挑戰賽     | 國際挑戰賽 | 男子單打 | －     | 亞軍   |

| 2007-2017年 | 首要超級賽 | 超級賽 | 黃金大獎賽 | 大獎賽 | 國際挑戰賽 | 國際系列賽 | 未來系列賽 | 其他 |

### 奧運會和世錦賽參賽紀錄
|          | 2009 | 2010 | 2011 | 2012       | 2013 | 2014 | 2015 | 2016       |
| -------- | ---- | ---- | ---- | ---------- | ---- | ---- | ---- | ---------- |
| 男子單打 | 32強 | 64強 | 16強 | 小組第二名 | 32強 | 64強 | 32強 | 小組第二名 |